# مؤسسة الأمن الغذائي الأمريكية
مؤسسة الأمن الغذائي الأمريكي هي منظمة تعاونية تعليمية وبحثية تأسست عام 2004 بهدف الحفاظ على الأمن الغذائي وتحديد وتطوير البرامج التعليمية في منتصف الكرة الارضية الغربية. وهي جزء من منظمة خدمات الأمن والحفاظ الغذائي من دائرة الزراعة الامريكية الموجودة في ميامي ـ  فلوريدا المبنى الفيدرالي.
تقوم على التعاون والتنسيق ما بين جامعة فلوريدا وكلية ميامي دادي ومنظمة الصحة الأمريكية وجميع وكالات الزراعة والامن الغذائي في الولايات المتحدة الامريكية.

## روابط خارجية
- Food Safety Institute of the Americas - a fact sheet from the Food Safety and Inspection Service of the United States Department of Agriculture

This article incorporates public domain material from the Congressional Research Service document: